# Kajacienięta
Kajacienięta (biał. Каецяняты; ros. Каетеняты) − wieś na Białorusi, w obwodzie grodzieńskim, w rejonie oszmiańskim, w sielsowiecie Boruny.

## Historia
W czasach zaborów folwark w gminie Holszany, w powiecie oszmiańskim, w guberni wileńskiej Imperium Rosyjskiego. W 1802 roku należał do Achmatowiczowej, W 1866 roku do Józefa Juseficza. W 1905 roku liczył 9 mieszkańców, 40 dziesięcin, własność Jagmina.
W latach 1921–1945 kolonia leżała w Polsce, w województwie wileńskim, w powiecie oszmiańskim, w gminie Holszany.
W 1931 w 5 domach zamieszkiwało 26 osób.
Wierni należeli do parafii rzymskokatolickiej w Holszanach. Miejscowość podlegała pod Sąd Grodzki w Holszanach i Okręgowy w Wilnie; właściwy urząd pocztowy mieścił się w Holszanach.